# NATSUMONOGATARI
「NATSUMONOGATARI」は、ゆずの配信限定シングル。2021年6月2日にセーニャ・アンド・カンパニーから配信。

## 概要
「公私混同」から約10か月ぶりとなる作品。
2004年に発売されたゆずの20thシングル「桜木町」のアフターストーリーとして制作された楽曲で、リリース3日前に開催されたオンラインライブ「YUZU ONLINE LIVE 2021 YUZUTOWN / ALWAYS YUZUTOWN」の初日公演で初披露され、直後にリリースが発表された。ライブ前から、ゆずの各公式SNSにて北川悠仁、岩沢厚治による弾き語り動画が投稿されていた。
「臨港パーク」や「ベイブリッジ」など神奈川県の横浜の風景描写が散りばめながら、「桜木町」の歌詞やメロディを随所にサンプリングしている。
発売日の6月2日は17年前の「桜木町」の発売日と同日。ミュージックビデオやジャケット写真には、「桜木町」にも登場した石原さとみがゆずの作品としては17年ぶりに登場した。

## 収録曲
1. NATSUMONOGATARI
作詞 : 北川悠仁 / 作曲 : 北川悠仁・蔦谷好位置 / 編曲：蔦谷好位置

## 演奏
- 北川悠仁：Vocal, Acoustic Guitar
- 岩沢厚治：Vocal, Acoustic Guitar
- 蔦谷好位置：Programming, All other instruments
- 角野隼斗：Acoustic Piano
- 佐々木貴之：Acoustic Guitar, Electric Guitar